# Madness (песня Muse)
«Madness» — второй сингл британской альтернативной рок-группы Muse из их шестого альбома The 2nd Law.
Премьера песни состоялась 20 августа 2012 года на радиостанциях BBC Radio 1 и NRJ в 22:00 по московскому времени.

## О песне
Согласно NME в песне чувствуется влияние «I Want to Break Free» группы Queen и «Faith» Джорджа Майкла.
По словам Мэттью Беллами на создание «Madness» его вдохновила ссора с девушкой: «Представь себе: ты поругался с подружкой, она уходит на день пожить у мамы, и ты спрашиваешь себя: „а что я такого сделал?“. Я уверен, многие парни проходят через это на ранних стадиях отношений, когда приходят к выводу: „а ведь она была права, разве нет?“».
Крис Мартин, солист Coldplay, на своей странице в Твиттере написал: «13 лет назад мы выступали на разогреве у Muse. И вот сейчас я с гордостью могу сказать, что я думаю, что „Madness“ — это лучшая песня Muse за всё время существования этого коллектива».

## Список композиций
| №  | Название  | Длительность |
| -- | --------- | ------------ |
| 1. | «Madness» | 4:39         |

## Музыкальное видео
Музыкальное видео стало доступно 5 сентября 2012 года. Режиссёром стал Энтони Мэндлер, который ранее уже работал с группой над видеорядом к синглу Neutron Star Collision (Love Is Forever).
Клип получился довольно мрачным и футуристичным. По сюжету «Muse» в тёмном помещении исполняют песню, а вокруг происходит настоящая драма: девушка и молодой человек встречаются в метро, в то время как безликая полиция гонится за толпой преступников. В финале пара целуется среди массовых беспорядков.

## Чарты и сертификация
| Чарт (2012)                | Высшая позиция |
| -------------------------- | -------------- |
| Австралия                  | 82             |
| Бельгия (Валлония)         | 48             |
| Бельгия (Фландрия)         | 11             |
| Канада                     | 55             |
| Канада: альтернативный рок | 6              |
| Франция                    | 14             |
| Ирландия                   | 74             |
| Япония                     | 36             |
| Нидерланды                 | 46             |
| Португалия                 | 5              |
| Южная Корея                | 7              |
| Испания                    | 30             |
| Великобритания             | 35             |
| США (Billboard Hot 100)    | 60             |
| США (Rock Songs)           | 1              |
| США (Alternative Songs)    | 1              |

## Награды и номинации
«Madness» была номинирована на «Грэмми» в номинации «лучшая рок-песня». The 2nd Law также был номинирован на «лучший рок-альбом».